# A Republikanska futbolna grupa 1980-1981
L'edizione 1980-81 della A PFG vide la vittoria finale del CSKA Septemvriysko zname Sofia, che conquista il suo ventunesimo titolo.
Capocannoniere del torneo fu Georgi Slavkov del Trakia Plovdiv con 31 reti.

## Classifica finale
|    | Classifica                         | G  | V  | N  | P  | GF | GS | Dif | Pt |
| -- | ---------------------------------- | -- | -- | -- | -- | -- | -- | --- | -- |
| 1  | CSKA Septemvriysko zname Sofia (C) | 30 | 14 | 12 | 4  | 70 | 32 | +38 | 40 |
| 2  | Levski-Spartak Sofia               | 30 | 13 | 10 | 7  | 44 | 25 | +19 | 36 |
| 3  | Trakia Plovdiv (CB)                | 30 | 15 | 5  | 10 | 64 | 40 | +24 | 35 |
| 4  | Akademik Sofia (N)                 | 30 | 13 | 8  | 9  | 42 | 40 | +2  | 34 |
| 5  | Spartak Pleven                     | 30 | 12 | 7  | 11 | 38 | 41 | -3  | 31 |
| 6  | Cherno More Varna                  | 30 | 8  | 13 | 9  | 36 | 37 | -1  | 29 |
| 7  | Slavia Sofia                       | 30 | 10 | 9  | 11 | 35 | 44 | -9  | 29 |
| 8  | Marek Dupnitsa                     | 30 | 12 | 4  | 14 | 39 | 40 | -1  | 28 |
| 9  | Lokomotiv Sofia                    | 30 | 8  | 12 | 10 | 34 | 35 | -1  | 28 |
| 10 | Beroe Stara Zagora                 | 30 | 11 | 6  | 13 | 45 | 49 | -4  | 28 |
| 11 | Chernomorets Burgas                | 30 | 9  | 10 | 11 | 42 | 49 | -7  | 28 |
| 12 | Botev Vraca                        | 30 | 8  | 11 | 11 | 32 | 37 | -5  | 27 |
| 13 | Belasitsa Petrich (N)              | 30 | 11 | 5  | 14 | 38 | 47 | -9  | 27 |
| 14 | Sliven                             | 30 | 11 | 5  | 14 | 33 | 43 | -10 | 27 |
| 15 | Minyor Pernik                      | 30 | 12 | 3  | 15 | 32 | 51 | -19 | 27 |
| 16 | Pirin Blagoevgrad                  | 30 | 6  | 14 | 10 | 33 | 47 | -14 | 26 |

- (C) Campione nella stagione precedente
- (N) squadra neopromossa
- (CB) vince la Coppa di Bulgaria

### Verdetti
- CSKA Septemvriysko zname Sofia Campione di Bulgaria 1980-81.
- Minyor Pernik e Pirin Blagoevgrad retrocesse in B PFG.

### Qualificazioni alle Coppe europee
- Coppa dei Campioni 1981-1982: CSKA Septemvriysko zname Sofia qualificato.
- Coppa UEFA 1981-1982: Levski-Spartak Sofia e Akademik Sofia qualificate.